# Albertiniella polyporicola
Albertiniella polyporicola är en svampart som först beskrevs av Arthur Louis Arthurovic de Jaczewski, och fick sitt nu gällande namn av Malloch & Cain 1972. Albertiniella polyporicola ingår i släktet Albertiniella och familjen Cephalothecaceae.  Arten är reproducerande i Sverige. Inga underarter finns listade i Catalogue of Life.